# Tapeina rudifrons
Tapeina rudifrons là một loài bọ cánh cứng trong họ Cerambycidae.